# Buais
Buais település Franciaországban, Manche megyében. Lakosainak száma 492 fő (2018. január 1.). Buais Ferrières és Saint-Symphorien-des-Monts községekkel határos.

## Népesség
A település népességének változása:
| Lakosok száma | 983  | 901  | 822  | 702  | 652  | 584  | 515  | 643  | 497  | 492  |
|               | 1962 | 1968 | 1975 | 1990 | 1999 | 2008 | 2013 | 2016 | 2017 | 2018 |